# Fort Davis (Texas)
Pour les articles homonymes, voir Fort Davis et Davis.
La census-designated place de Fort Davis est le siège du comté de Jeff Davis, dans l'État du Texas, aux États-Unis. Sa population était de 1 050 habitants en 2000.

## Histoire
Fort Davis, situé au pied des Davis Mountains, fut fondé à la demande du ministère de la Guerre des États-Unis afin de sécuriser la route du Sud-ouest vers la Californie. Il est établi par ordre du ministre de la Guerre Jefferson Davis, en 1854. Non loin du fort, une petite colonie, connue sous le nom de Chihuahua, existait alors. Le fort fut construit sur le site d'un ancien village indien, que les premiers explorateurs européens nommaient Painted Comanche Camp. Le fort fut désaffecté en 1891, il est aujourd'hui sur la liste des National Historic Landmarks.

## L'antenne
Fort Davis est connu aussi pour son antenne qui est une des 10 que comprend le Very Long Baseline Array (traduisible par le réseau à très longue ligne de base).

## Filmographie
- Dans le film Major Dundee de Sam Peckinpah, les troupes du major passent à 130 km du fort Davis (cité) et évitent de peu les troupes confédérées de ce fort, apparemment le point militaire le plus excentré de la Confédération. (Il s'agit vraisemblablement d'une erreur factuelle, puisque le fort a été évacué de ses troupes nordistes à la déclaration de guerre en 1861 et occupé par des compagnies du 2nd Texas Mounted Rifles ; mais les Sudistes en ont été chassées en 1862, et le fort n'a pas été réoccupé par l'armée avant 1867[1]. Or, le film se déroule en novembre 1864.)

## Source
- (en) Fort Davis sur Handbook of Texas Online